# Monarcha

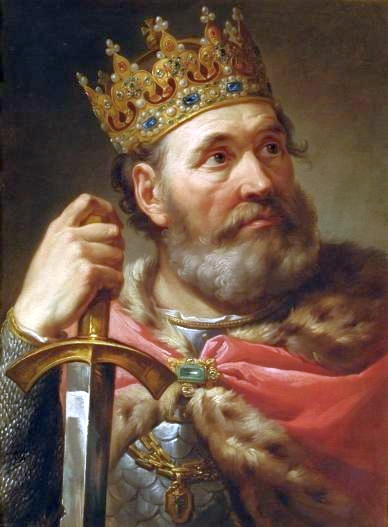
Monarcha (Bolesław I Chrobry)

Monarcha – osoba będąca głową państwa w państwie o ustroju monarchicznym. Sprawowanie urzędu monarchy, nazywane oficjalnie panowaniem, trwa, co do zasady do śmierci monarchy. Możliwe jest jednak zrzeczenie się władzy przez monarchę poprzez akt abdykacji. Monarcha może być również pozbawiony władzy poprzez detronizację. Urząd monarchy zazwyczaj jest dziedziczny (monarchia dziedziczna, po zakończeniu panowania tron przekazywany jest następcy tronu), rzadziej pochodzi z wyboru (monarchia elekcyjna, np. Państwo Kościelne, Rzeczpospolita w XVI–XVIII w.).
Grupę monarchów pochodzącej z tej samej rodziny (rodu), dziedziczących po sobie dany tytuł, nazywa się dynastią.
Ideologią dążącą do przywrócenia lub obrony monarchii w danym państwie lub szerzej – na świecie jest monarchizm.

## Mandat do sprawowania władzy
Dawniej prawo do sprawowania władzy było nadawane danej osobie na mocy boskiego prawa. Władca był pomazańcem Boga, jego namiestnikiem. Od czasów wielkiej rewolucji francuskiej nastąpił rozwój idei suwerenności ludu ukształtowanej w opozycji do dotychczasowej idei legitymistycznych wywodzących władzę od Boga (boskie prawo królów). Spór o uzasadnienie i pochodzenie władzy był jedną z zasadniczych kwestii europejskiej, nowożytnej filozofii politycznej. Monarcha z czasem stał się reprezentantem narodu, sprawując władze z jego woli, na mocy przepisów prawa.

## Objęcie tronu
Tradycyjnie wstąpienie monarchy na tron związane jest z uroczystością koronacji. Monarcha podczas koronacji otrzymuje prawo do noszenia atrybutów władzy monarszej. W tradycji europejskiej kulturowej są to przede wszystkim: korona, berło, jabłko. Współcześnie w państwach o ustroju monarchicznym nie praktykuje się już ceremonii koronacji. Wyjątkiem są: Wielka Brytania i Tonga. W pozostałych monarchiach zamiast koronacji ma miejsce jedynie złożenie uroczystej przysięgi.

## Tytuły monarsze
W różnych tradycjach kulturowych i religijnych wyróżnia się różne tytuły monarsze:

Europa/chrześcijaństwo
- cesarz/cesarzowa (por. car/caryca)
- król/królowa
- wielki książę/wielka księżna
- arcyksiążę/arcyksiężna
- książę/księżna
- papież/papieżyca (de facto kobiety nie mogą przyjąć tego tytułu)

Islam
- kalif
- padyszach
- szach
- sułtan
- emir
- szejk
- malik
- kedyw
- bej

Indie
- maharadża
- radża

Inne
- kagan
- chan
- faraon/faraonowa
- szachinszach
- satrapa
- archont

## Obecni monarchowie
Zobacz: Lista panujących monarchów